# Li Dongjin
Li Dongjin, née le 1er janvier 1993 à Shanghai,  est une joueuse professionnelle de squash représentant la Chine.  Elle atteint en septembre 2017 la 72e place mondiale sur le circuit international, son meilleur classement.